# Jerzy Dadzibóg Łukomski
Jerzy Dadzibóg Łukomski herbu Roch III (zm. po 1695 roku) – wojski witebski w 1690 roku, stolnik połocki w 1677 roku, podczaszy miński w 1668 roku, wójt miński w 1677 roku.
Syn Samuela Eustachego Łukomskiego, stolnika wołkowyskiego, i Marianny Kisiel-Dorohinickiej. 
Przebywał kilka lat w niewoli w Moskwie. Był posłem województwa witebskiego na sejm nadzwyczajny 1672 roku. W 1674 roku podpisał elekcję Jana III Sobieskiego z województwa mińskiego. Poseł na sejm koronacyjny 1676 roku z Witebska. Poseł sejmiku witebskiego na sejm 1677 roku. Poseł na sejm 1685 roku z witebskiego. 
Był ożeniony z Izabellą Anną Bychowcówną, 2 voto Adamową Kisielową.